# Владислав Третјак
Владислав Александрович Третјак (рус. Владисла́в Алекса́ндрович Третья́к; село Орудјево, Московска област, 25. април 1952) некадашњи је совјетски хокејаш на леду који је играо на позицији голмана. Целу играчку каријеру провео је у редовима московског ЦСКА са којим је освојио чак 13 титула националног првака. Са репрезентацијом Совјетског Савеза освојио је 10 титула светског првака, 9 титула првака Европе и 3 златне олимпијске медаље. Активно је играо хокеј од 1968. до 1984. године. По окончању играчке каријере 14 сезона је радио као тренер голмана у НХЛ лигашу Чикаго блекхоксимам те једну сезону у репрезентацији Русије. Радио је и као директор репрезентације Русије током 2009. и 2010. године.
Проглашен је за најбољег голмана 20. века по избору Међународне хокејашке федерације (ИИХФ). Добитник је више националних признања, и има звање заслужног мајстора спорта Совјетског Савеза.
Тренутно се налази на функцији председника Савеза хокеја на леду Русије (од 2006. године).
Као члан партије Јединствена Русија био је члан IV и V сазива Државне Думе Русије. Заједно са Ирином Родњином упалио је олимпијски пламен на церемонији отварања Зимских олимпијских игара 2014. у Сочију.
Године 1997. постао је чланом „Куће славних хокеја на леду ИИХФ-а“, односно „Куће славних НХЛ-а” од 1989. године. Његов дрес са бројем 20 званично је повучен из употребе у ЦСКА.

## Младост
Третјак је одрастао у Совјетској фамилији. Његово родитељи су били из Сумија, Украјинска Совјетска Социјалистичка Република. Његов отац је служио 37 година као војни пилот, а његова мајка је била учитељ физичког образовања. Мада је он иницијално следио свог брата као пливач, као дете Третјак се истицао у многим спортовима, и запамћен је по својој амбицији да их све савлада. Међути, попут многе деце његове генерације, он је волео хокеј, и у својој 11 години је уписан у Спортску школу за децу и младе Централног спортског клуба армије (познату по њеној скраћеници ЦСКА). Његов први тренер је био Витали Ерфилов. Он је почео да игра као голман кад је увидео да нико други није имао жеље или храбрости да игра на тој позицији.

## Међународна каријера
Упркос тога што Третјак није играо хокеј пре своје једанаесте године (1963), он је постао добро познат у СССР до 1971 (узраст 19), кад је био именован у први тим Совјетске лиге хокеја на леду, док је играо за моћни тим Црвене армије, ЦСКА Москва. Он је исто тако добро играо на Зимским олимпијским играма 1972., у којима су Совјети освојили златну медаљу.
Третјак је постао међународно славан након његове изузетне перформанце у Самит серији из 1972, када је помогао да се изненади свет, укључујући и канадски тим, при чему су Канаћани једва попедили. Позната је прича о томе како су канадски извиђачи озбиљно потценили његове способности пре серије; били су били сведоци да је примио осам голова једне ноћи, не знајући да се он оженио претходне вечери (и да већина тима није била присутна). Од целокупног Совјетске екипе, канадски играчи и навијачи су највише поштовали Третјака, и он је био један од најпознатијих играча те серија заједно са Филом Еспоситом, Полом Хендерсоном, и Валеријем Харламовим. Услед Третјакове стеларне перформанце, многи  тимови су желели да га регрутују – Монтреал је ултиматно јесте, 1983 године – и Третјак је био вољан, али је Совјетска влада блокирала тај прелаз.
Током 1976 Супер серије, Третјак је произвео доминантну перформанцу против Монтреал Канадјенса, држећи и на 3–3 нерешеном резултату упркос тога што је његов тим био надмашен 38–13.

## Статистике каријере

### Совјетска лига
| Сезона           | Тим              | Лига             | GP  | W  | L | T | MIN  | GA   | SO | GAA  |
| ---------------- | ---------------- | ---------------- | --- | -- | - | - | ---- | ---- | -- | ---- |
| 1968–69          | ЦСКА Москва      | Совјетска        | 3   | —  | — | — | —    | 2    | —  | 0.67 |
| 1969–70          | ЦСКА Москва      | Совјетска        | 34  | —  | — | — | —    | 76   | —  | 2.24 |
| 1970–71          | ЦСКА Москва      | Совјетска        | 40  | —  | — | — | —    | 82   | —  | 2.03 |
| 1971–72          | ЦСКА Москва      | Совјетска        | 30  | —  | — | — | —    | 78   | —  | 2.60 |
| 1972–73          | ЦСКА Москва      | Совјетска        | 30  | —  | — | — | —    | 80   | —  | 2.67 |
| 1973–74          | ЦСКА Москва      | Совјетска        | 27  | —  | — | — | —    | 94   | —  | 3.48 |
| 1974–75          | ЦСКА Москва      | Совјетска        | 35  | —  | — | — | —    | 104  | —  | 2.97 |
| 1975–76          | ЦСКА Москва      | Совјетска        | 33  | —  | — | — | —    | 100  | —  | 3.03 |
| 1976–77          | ЦСКА Москва      | Совјетска        | 35  | —  | — | — | —    | 98   | —  | 2.80 |
| 1977–78          | ЦСКА Москва      | Совјетска        | 29  | —  | — | — | —    | 72   | —  | 2.48 |
| 1978–79          | ЦСКА Москва      | Совјетска        | 40  | —  | — | — | —    | 111  | —  | 2.78 |
| 1979–80          | ЦСКА Москва      | Совјетска        | 36  | —  | — | — | —    | 85   | —  | 2.36 |
| 1980–81          | ЦСКА Москва      | Совјетска        | 18  | —  | — | — | —    | 32   | —  | 1.78 |
| 1981–82          | ЦСКА Москва      | Совјетска        | 41  | 34 | 4 | 3 | 2295 | 65   | 6  | 1.70 |
| 1982–83          | ЦСКА Москва      | Совјетска        | 29  | 25 | 3 | 1 | 1641 | 40   | 6  | 1.46 |
| 1983–84          | ЦСКА Москва      | Совјетска        | 22  | 22 | 0 | 0 | 1267 | 40   | 4  | 1.89 |
| Совјетски тотали | Совјетски тотали | Совјетски тотали | 482 | —  | — | — | —    | 1158 | —  | 2.31 |

### Међународна статистика
| Година     | Тим             | Догађај    | GP | W | L | T | MIN  | GA  | SO | GAA  |
| ---------- | --------------- | ---------- | -- | - | - | - | ---- | --- | -- | ---- |
| 1968       | Совјетски Савез | EJC        | 1  | — | — | — | 20   | 1   | 0  | 3.00 |
| 1969       | Совјетски Савез | EJC        | 2  | — | — | — | —    | —   | —  | —    |
| 1970       | Совјетски Савез | EJC        | 2  | — | — | — | —    | —   | —  | —    |
| 1970       | Совјетски Савез | WC         | 6  | — | — | — | 215  | 4   | —  | 1.12 |
| 1971       | Совјетски Савез | EJC        | 3  | — | — | — | 180  | 5   | —  | 1.67 |
| 1971       | Совјетски Савез | WC         | 5  | — | — | — | 241  | 6   | —  | 1.49 |
| 1972       | Совјетски Савез | Oly        | 4  | — | — | — | 240  | 10  | —  | 2.50 |
| 1972       | Совјетски Савез | WC         | 8  | — | — | — | 430  | 15  | —  | 2.09 |
| 1972       | Совјетски Савез | SS         | 8  | — | — | — | 480  | 31  | —  | 3.87 |
| 1973       | Совјетски Савез | WC         | 7  | — | — | — | 420  | 14  | —  | 2.00 |
| 1974       | Совјетски Савез | WC         | 8  | — | — | — | 440  | 12  | —  | 1.64 |
| 1974       | Совјетски Савез | SS         | 7  | — | — | — | 420  | 25  | —  | 3.57 |
| 1975       | Совјетски Савез | WC         | 8  | — | — | — | 449  | 18  | —  | 2.41 |
| 1976       | Совјетски Савез | Oly        | 4  | — | — | — | 240  | 10  | —  | 2.50 |
| 1976       | Совјетски Савез | WC         | 10 | — | — | — | 577  | 19  | —  | 1.98 |
| 1976       | Совјетски Савез | CC         | 5  | — | — | — | 300  | 14  | —  | 2.80 |
| 1977       | Совјетски Савез | WC         | 9  | — | — | — | 482  | 17  | —  | 2.12 |
| 1978       | Совјетски Савез | WC         | 8  | — | — | — | 480  | 21  | —  | 2.63 |
| 1979       | Совјетски Савез | WC         | 7  | — | — | — | 407  | 12  | —  | 1.77 |
| 1980       | Совјетски Савез | Oly        | 5  | — | — | — | 220  | 9   | —  | 2.45 |
| 1981       | Совјетски Савез | WC         | 7  | — | — | — | 420  | 13  | —  | 1.86 |
| 1981       | Совјетски Савез | CC         | 6  | — | — | — | 360  | 8   | —  | 1.33 |
| 1982       | Совјетски Савез | WC         | 8  | — | — | — | 464  | 19  | —  | 2.46 |
| 1983       | Совјетски Савез | WC         | 7  | — | — | — | 420  | 4   | —  | 0.57 |
| 1984       | Совјетски Савез | Oly        | 6  | — | — | — | 360  | 4   | —  | 0.67 |
| Oly тотали | Oly тотали      | Oly тотали | 19 | — | — | — | 1060 | 33  | —  | 1.87 |
| WC тотали  | WC тотали       | WC тотали  | 98 | — | — | — | 5445 | 174 | —  | 1.92 |

### Статистике Супер серије
Супер серије биле су изложбене игре између NHL тимова и Совјетских тима (обично клуба из Совјетске лиге шампиона). Третјак је учествовао у три такве серије.
| Година  | Тим             | Догађај |   | GP | W | L | T   | MIN | GA   | GAA | SO |
| ------- | --------------- | ------- | - | -- | - | - | --- | --- | ---- | --- | -- |
| 1975–76 | ЦСКА Москва     | Супер-С | 4 | 2  | 1 | 1 | 240 | 12  | 3.00 | 0   |    |
| 1980    | ЦСКА Москва     | Супер-С | 5 | 3  | 2 | 0 | 300 | 18  | 3.60 | 0   |    |
| 1983    | Совјетски Савез | Супер-С | 4 |    |   | 0 | 240 | 4   | 1.00 |     |    |